# Birgit Högl
Birgit Högl ist eine Professorin für Neurologie und Schlafmedizin an der Medizinischen Universität Innsbruck.

## Ausbildung und beruflicher Werdegang
Birgit Högl studierte an der Technischen Universität München. Nach ihrer Ausbildung absolvierte sie internationale Praktika und erhielt ein Forschungsstipendium für Bewegungsstörungen in Buenos Aires. 1999 trat sie der Medizinischen Universität Innsbruck bei, wo sie die Leitung des Schlaflabors übernahm und eine Schlafforschungsgruppe gründete.

## Forschungsbeitrag
Högls Forschung konzentriert sich auf das Restless-Legs-Syndrom, REM-Schlaf-Verhaltensstörung und polysomnographische Techniken bei neurologischen Erkrankungen. Ihre Forschungsarbeit hat zur Entwicklung von Richtlinien für die Diagnose und Behandlung von Schlafbewegungsstörungen beigetragen.
Högl hat mehr als 500 Publikationen veröffentlicht und einen Hirsch-Index von 60. Sie hat auch Kapitel in internationalen Büchern und Enzyklopädien im Bereich der Schlafmedizin beigetragen und ist Koherausgeberin von Fachbüchern zum Thema Schlaf.

## Engagement
Högl hatte Positionen in schlafbezogenen Gesellschaften und war Präsidentin der World Sleep Society von 2019 bis 2022. 2005 war sie Organisatorin eines "European Sleep Research Society" (ESRS)-Kongresses in Innsbruck.
Im Jahre 2019 wurde sie mit dem Tiroler Landespreis für Wissenschaft ausgezeichnet.